# Gaston de Saint-Maurice
Le comte Charles Gaston Esmangart de Bournonville de Saint-Maurice, dit Gaston de Saint-Maurice est un collectionneur français d'art islamique, né le 17 avril 1831 à Compiègne et mort le 5 juillet 1905 à Paris.

## Biographie
Issu d'une importante famille de Compiègne, il fréquente sous le Second Empire les cercles mondains parisiens, comme l'illustre sa présence dans le tableau de James Tissot peint en 1866, Le Cercle de la rue Royale, où il figure aux côtés d'autres aristocrates et dandys.
Évoluant à la cour égyptienne, il devient grand écuyer du khédive Ismaïl Pacha et directeur général des écuries en 1868, une position qu'il occupera jusqu'à son retour en France, en 1878. Il se consacrera par la suite à l'édification d'une demeure sur la côte dieppoise, traduisant son goût pour l'architecture islamique.
Il décède dans son domicile parisien avenue Percier, le 5 juillet 1905, sans laisser d'héritiers.

## Collection
Gaston de Saint-Maurice est l'un des premiers amateurs français à avoir collectionné les arts islamiques.
L'art de l'Égypte mamelouke occupe une place importante dans cette collection, constituée à la faveur des travaux entrepris au Caire dès 1868. Elle est exposée à Paris, au palais du Trocadéro, lors de l'Exposition universelle de 1878, dans une salle intitulée « L’Égypte des Khalifes ». En 1884, le South Kensington Museum de Londres (actuel Victoria and Albert Museum) en acquiert environ 400 objets. Le reliquat est cédé au Musée des Arts décoratifs en 1893, tandis que le reste est vendu aux enchères après son décès en 1905,.
Il collectionne en outre des dessins d’ornement ainsi que des bronzes d’ameublement européens des xviie et xviiie siècles.

## L'hôtel particulier du Caire

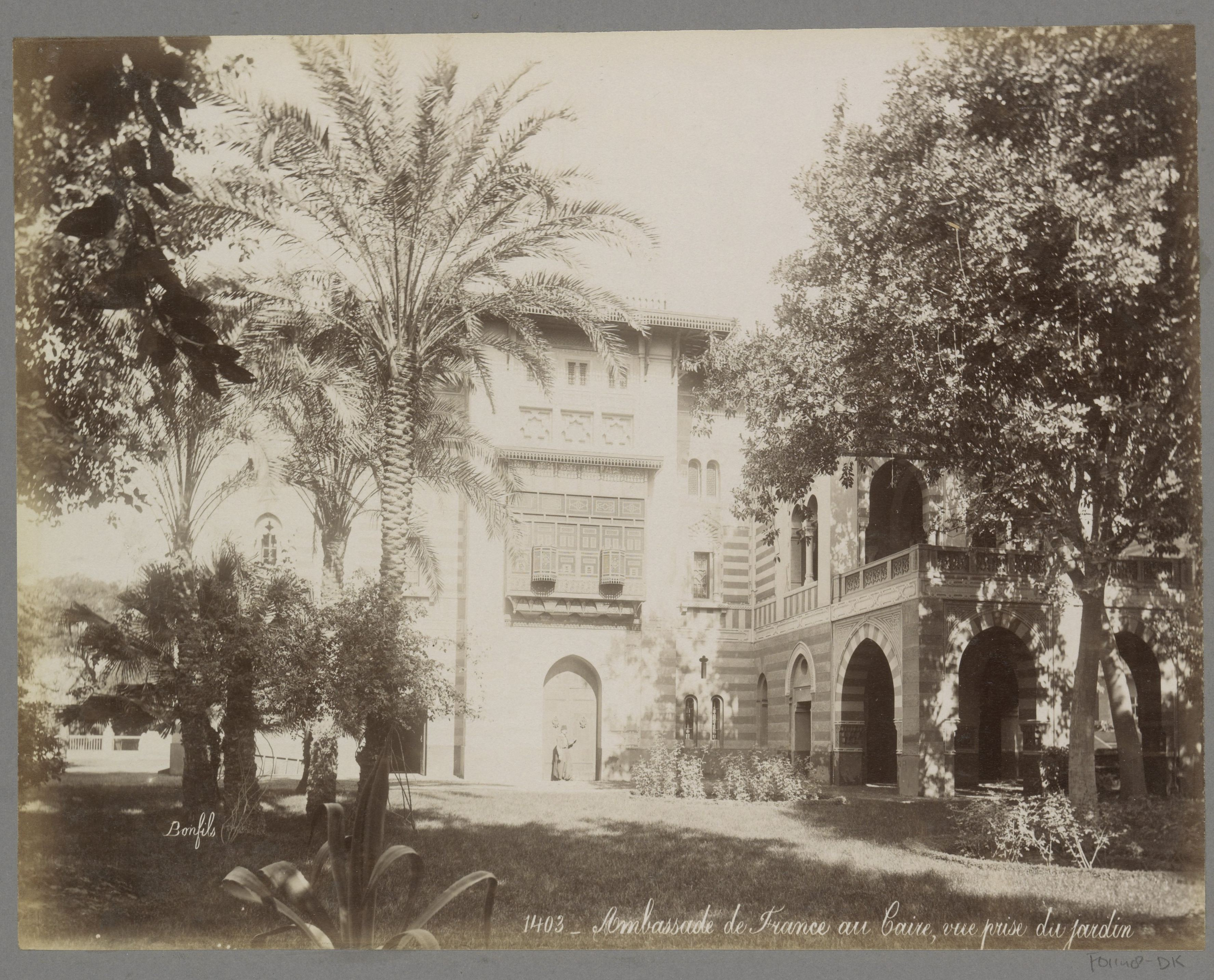
L'ambassade de France au Caire, en 1905.

On le connaît aujourd'hui pour avoir fait construire par l'architecte Ambroise Baudry un hôtel particulier au Caire, entre 1872 et 1879, pour la somme de 850 000 francs. Obéissant à un plan ancien, il était constitué de matériaux issus de demeures prestigieuses datant du xive au xvie siècle, mêlés à des copies obtenues par moulages. L'extérieur adoptait un style néo-mamelouk, tandis que l'intérieur puisait ses influences dans les styles des palais cairotes d'époques antérieures. L'épigraphie y témoignait d'un important syncrétisme, mêlant versets coraniques et bibliques. La demeure abritait sa collection d'art islamique, riche d'un millier de pièces, et accueillait des spectacles. Elle pouvait, dans une moindre mesure, apparaître comme une transposition dans le registre islamique des décors historicistes des demeures parisiennes contemporaines, dévolues à la fête et à la réception.
En 1886, le bâtiment est acquis par le ministère des Affaires étrangères pour accueillir la délégation française au Caire. Délaissé en 1924 au profit d'une autre demeure, l'hôtel de Saint-Maurice est démoli en 1937 lors du transfert de la Légation de France vers ses nouveaux locaux. L'architecte Georges Parcq fait alors démonter une partie des décors en vue de les remonter dans la nouvelle chancellerie. Ces éléments préservés se trouvent dans l'actuel bâtiment de l'ambassade de France en Égypte.

## Décorations
- Officier de la Légion d'honneur (1869)[8].